# Avenida Jorge Gaitán Cortés
La Avenida Jorge Gaitán Cortés es una vía del sur de Bogotá, Colombia que atraviesa de suroeste a noreste.

## Toponimia
El nombre de la vía es en homenaje al arquitecto Jorge Gaitán Cortés que fue alcalde de la ciudad entre 1961 a 1966.

## Trazado
La Avenida inicia en el barrio Tres Esquinas en la Transversal 50 con Diagonal 73C Sur donde empieza a tomar una serie de curvas con las nomenclaturas Transversal 60, Diagonal 68 Sur y  Calle 68F Sur en donde empieza la recta como la Carrera 51.
Pasando de la Avenida Ciudad de Villavicencio, el trazado va hacia la ronda del río Tunjuelo hasta el sector del Redentor, donde pasa a ser la Carrera 33 hasta la Avenida Boyacá en donde pasa de dos carriles separados a uno compartido hasta la Calle 51B Sur en límites con los barrios San Vicente Ferrer y El Carmen, donde suele congestionarse en ese punto.
Luego de la última calle, la avenida vuelve a tomar carriles separados entre los barrios Fátima hasta El Inglés donde el intercambiador vial Villa Mayor-Matatigres se conecta con las avenidas Quiroga, Diagonal 40 Sur y Carrera 27. Ya en la calle 35 Sur, la avenida en sentido noreste continua como Carrera 33 hasta el río Fucha donde se une con la Autopista NQS con Avenida Calle 8 Sur.

## Rutas de transporte

### Alimentadoras
- 6-3 Sierra Morena:[3] tiene entre ocho y diez paradas de alimentación entre la Diagonal 73 C Sur y la Avenida Villavicencio (Universidad Distrital)
- 12-1 Fátima:[4]tiene tres paradas: Calle 47 sur, Calle 47A Sur y Calle 49B Sur

### Zonales
- C29 Bosa San Diego-Centro:[5] Pasa entre la Avenida Villavicencio hasta el intercambiador de Matatigres por ambos sentidos (9 paradas hacia el occidente y 8 al oriente).
- P24 Bosa San José-San Blas:[6] Pasa entre la Avenida Villavicencio hasta el intercambiador de Matatigres por ambos sentidos (9 paradas hacia el occidente y 8 al oriente).
- 621 Bachué-Santo Domingo:[7] pasa entre la Diagonal 73C Sur hasta el intercambiador de Matatigres por ambos sentidos (17 paradas por cada sentido)

### Corredor Bogotá-Soacha
Desde varios puntos del municipio de Soacha sale este ruta hasta la Calle 45 de Bogotá pasando entre la Avenida Villavicencio hasta Matatigres Carrera 27 ida y vuelta.

## Sitios de interés en la vía
- Colegios CEDID, Ciudad Bolívar Argentina y Ángela Restrepo Moreno
- Tanque Acueducto Sierra Morena
- Universidad Distrital Francisco José de Caldas sede Candelaria La Nueva
- Centro Comercial El Ensueño
- Centro de Salud Candelaria La Nueva (Subred Sur)
- Patio TransMilenio Sur
- Centro de Reclusión de Menores El Redentor
- Parque El Redentor
- Instituto Técnico Industrial Piloto
- Estación Sexta de Policía (Tunjuelito)
- Dirección de Educación Policial (Escuela de Cadetes de Policía General Santander)
- Centro comercial Centro Mayor
- Parque Villa Mayor
- Cementerio del Sur
- Complejo sur SENA